# Ga Nam Định
Ga Nam Định là ga lớn có lưu lượng người qua lại rất đông trên Đường sắt Bắc Nam của Việt Nam, cách ga Hà Nội 87,6 km. Đây vốn là ga Năng Tĩnh mang tên làng Năng Tĩnh nơi đặt trường Thi Hương sau đổi gọi là ga Nam Định trùng tên thành phố (cùng dịp đổi ga Hàng Cỏ thành ga Hà Nội).

## Vị trí
Ga nằm cạnh đường Trần Đăng Ninh, có hai ngả vào thành phố bằng đường Trần Đăng Ninh và Phan Bội Châu. Cùng với bến Đò Quan, đây là một trong hai nút giao thông quan trọng của miền Bắc Việt Nam. Trước đây còn có nhánh đường sắt chạy từ ga theo đường Trần Quang Khải bây giờ đi ra phố Bờ Sông qua bến Đò Quan và kết thúc ở ga Đò Chè. 
Đây là sự kết nối tuyệt vời giao thông thủy-sắt-bộ làm nên hiệu quả to lớn. Máy bay Mỹ đã hủy diệt ga Đò Chè và ném bom tàn phá ga Nam Định. 
Ngày nay đây vẫn là ga lớn do hành khách Nam Định, Thái Bình đông đúc. Cùng với sông Hồng, cảng biển Ninh Cơ, cảng sông Nam Định, các quốc lộ 10, 21, 37B, 38B, đường cao tốc Hà Nội - Ninh Bình về Cao Bồ (Ý Yên), ga Nam Định làm cho thành phố này thành một đầu mối giao thông lớn.